# ラジオ図書館
『ラジオ図書館』（ラジオとしょかん）は、かつてTBSラジオの製作によりJRN系で放送されていたラジオドラマ番組。宗教法人霊友会の一社提供。1981年4月6日放送開始。1996年9月30日に終了した。

## 概要
前身番組は1973年10月から1981年3月まで続いた「ラジオ名画劇場」（案内役は淀川長治）。
毎週、基本的には一話完結のラジオドラマの放送。
取り上げられる作品は国内外を問わず、ジャンルも多岐にわたっており、O・ヘンリーのような海外の古典文学作品や、日本の古典、近代文学作品や、放送当時の人気作家の新作、ブラックユーモア小説や青春小説、幻想小説、時代物小説、エッセイなどからラジオドラマ化され放送されていた。
「特集」、「シリーズ」として数週関連したものが放送される事もあった。（例えば、同一原作者の「特集」、「作品集」、「短編集」などや、「直木賞作家シリーズ」、「昭和文学シリーズ」など。「短編集」などでは、同一原作者の短編作品の放送のほか、関連したテーマでの様々な原作者の短編作品が、オムニバス的に放送される放送回もあった。）
一つの作品が「前・後編」などで数週間連続で放送される事もあり、映画『天と地と』が公開された時期には、5週連続で放送されたこともあった。
子供が夏休み、冬休みの期間中には、サスペンス物、怪談物など（「夏の夜のミステリー特集」など）が選ばれて放送される事もあった。
ラジオドラマの出演者は、ベテラン俳優から新人、子役など様々な俳優、声優などが出演していた。番組オープニング、エンディングには、当初三国一朗（1982年3月まで）や都筑道夫（1982年4月から9月まで）が案内役として出演したが、後にTBSアナウンサーが持ち回りで担当するようになり、ラジオドラマ内でもナレーションなどで、TBSアナウンサーの出演もあった。
ラジオドラマ以外でも、落語関連の放送がされた事もあった。（「戦後落語史」「日本の話芸」など。立川談志や、川戸貞吉などが出演。）
番組冒頭では、ドラマ名、原作者、原作題名の他、脚色、演出者などが紹介され、番組エンディングにはドラマ名、原作者、原作題名、脚色、演出、出演者のほか、音響、効果、技術など番組担当者の名前もアナウンスされていた（演出、音響、効果、技術の担当は、TBSラジオの社員など）。
番組エンディングには、次週放送予定もアナウンスされていた。
番組中のCMでは「インナートリップのラジオエッセイ」（有名人等が短いエッセイ的なものを語っていたもの）や、「インナートリップ　私の魂の開発」（一般人等や、有名人等のインタビュー的なもの）、放送時期によっては、霊友会が協力・支援する「ニューライフ・アドベンチャー運動実行委員会」の「高校生の主張」などが放送されていた。

## 放送時間
TBSラジオでの放送時間
- 毎週月曜日20:00 - 21:00（1981年4月～1986年3月、1995年4月～1996年9月）
  - なお、1981年～1985年のナイターオフ期は「ゴールデン・ワイド」の月曜版としての放送
- 毎週日曜日22:05 - 23:00（1986年4月～1995年3月）

## ネット局
- 北海道放送 毎週土曜日 23:05 - 24:00
- 秋田放送 毎週日曜日 22:00 - 22:55
- 東北放送 毎週月曜日 20:05 - 21:00（1990年3月まで、ナイターオフ期間（10月 - 3月）は毎週土曜日 19:00 - 19:55で放送）
- 中部日本放送 毎週月曜日 20:00 - 20:55（1990年9月まで） → 毎週日曜日 23:05 - 24:00（1990年10月 - 1996年9月）
- 朝日放送 毎週日曜日 17:00 - 17:55（1982年3月まで）
- 毎日放送 毎週日曜日 23:30 - 24:25（1982年4月 - 1983年9月）→ 毎週土曜日 20:00 - 20:55（1983年10月 - 1984年3月）→ 毎週土曜日 24:35 - 25:30（1984年4月 - 1985年3月）→  毎週日曜日 23:30 - 24:25（1985年4月 - 1986年3月）→  毎週日曜日 23:45 - 24:40（1986年4月 - 1996年9月）
- 中国放送 毎週日曜日 23:00 - 23:55
- RKB毎日放送 毎週月曜日 20:05 - 21:00（1996年3月まで） → 毎週日曜日 23:05 - 24:00（1996年4月 - 1996年9月）

| TBSラジオ 月曜20:00 - 20:55枠                                                                   | TBSラジオ 月曜20:00 - 20:55枠         | TBSラジオ 月曜20:00 - 20:55枠                                   |
| 前番組                                                                                          | 番組名                                | 次番組                                                          |
| ----------------------------------------------------------------------------------------------- | ------------------------------------- | --------------------------------------------------------------- |
| 淀川長治・ラジオ名画劇場                                                                        | ラジオ図書館 （1981年4月～1986年3月） | エキサイトナイター マンデーナイトベースボール （18:00 - 21:00） |
| TBSラジオ 日曜22:05 - 23:00枠                                                                   |                                       |                                                                 |
| -サウンドスケイプ-ジョイフル・ナイト （22:00 - 22:30） クローズアップにっぽん （22:30 - 23:00） | ラジオ図書館 （1986年4月～1995年3月） | 桂三枝のチキチキ王国                                            |
| TBSラジオ 月曜20:00 - 20:55枠                                                                   |                                       |                                                                 |
| ザ・ヒットパレード 週刊有線カウントダウン （19:00 - 21:00）                                     | ラジオ図書館 （1995年4月～1996年9月） | TBSラジオスペシャル                                             |